# Lundäng
Lundäng este o arie protejată (arie specială de conservare — SAC, sit de importanță comunitară — SCI) din Suedia întinsă pe o suprafață de 7,5 ha, integral pe uscat.

## Localizare
Centrul sitului Lundäng este situat la coordonatele 58°44′33″N 16°38′10″E / 58.7425°N 16.636°E.

## Înființare
Situl Lundäng a fost declarat sit de importanță comunitară în aprilie 2003 pentru a proteja un număr necunoscut de specii din flora spontană și fauna sălbatică aflate în arealul zonei. Situl a fost protejat și ca arie specială de conservare în martie 2011.

## Biodiversitate
Situată în ecoregiunea boreală, aria protejată conține 1 habitat natural: Pajiști uscate europene.
La baza desemnării sitului se află un număr nedeclarat de specii protejate.